# Flugplatz Finsterwalde/Schacksdorf

i7
i11
i13
Der Flugplatz Finsterwalde/Schacksdorf (ICAO-Code: EDUS) ist ein ehemaliger Sonderlandeplatz für die allgemeine Luftfahrt und ehemaliger Militärflugplatz der Luftwaffe der Wehrmacht und der sowjetischen Luftstreitkräfte südöstlich von Finsterwalde in Brandenburg. Er wurde für Werks- und Geschäftsflugverkehr genutzt. Alljährlich fand hier eines der größten Hot-Rod-Rennen Deutschlands und die Niederlausitzmesse statt.

## Zulassung und Flugzeuge
Der Flugplatz war für alle Hubschrauber, Motorsegler, Segelflugzeuge, Ballone und Luftschiffe, Regionalverkehrs- und Zubringerflugzeuge bis 14.000 kg maximalem Abfluggewicht erlaubt. Auf der Grasbahn durften nur Flugzeuge bis 2.000 kg landen.

## Geschichte

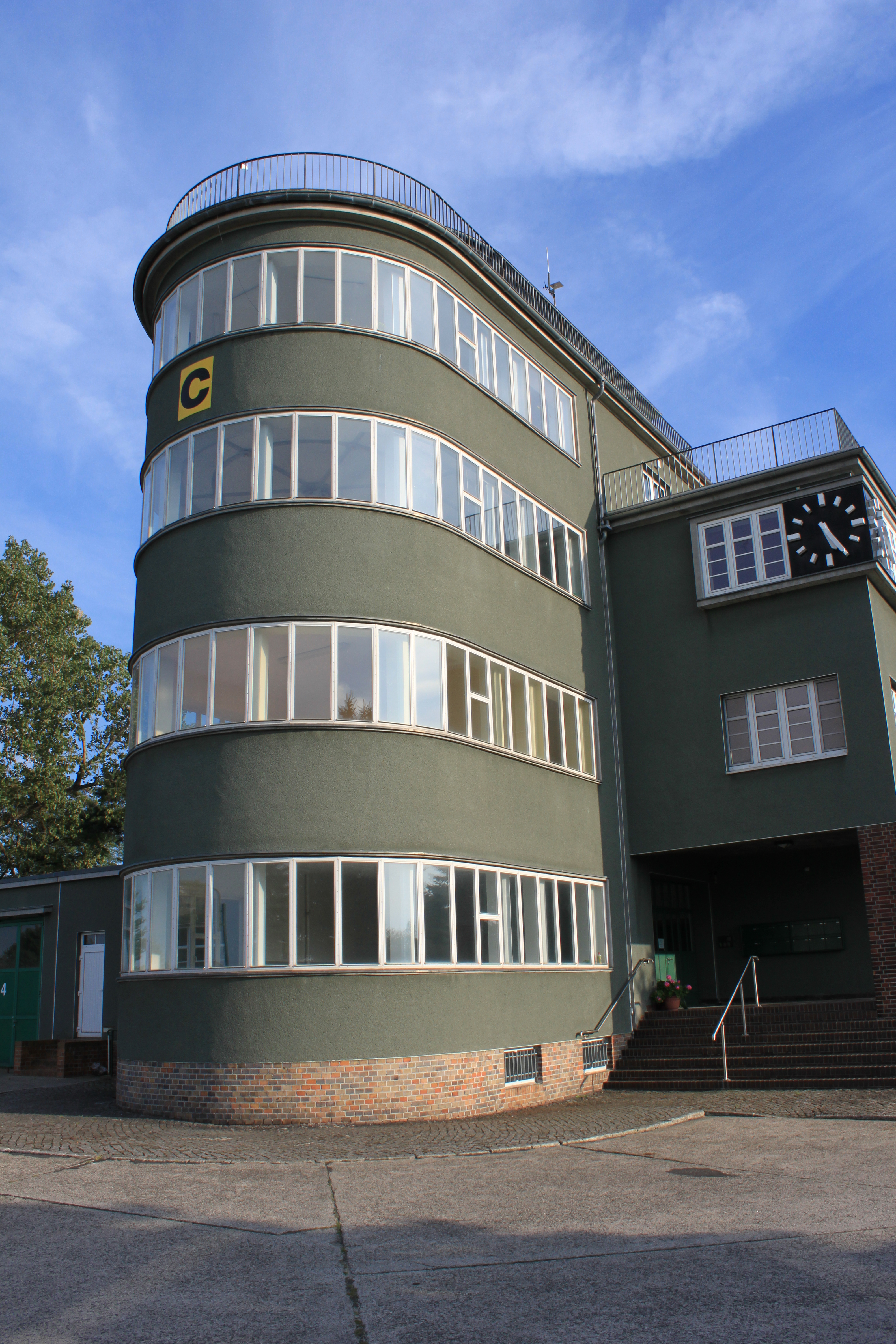
Der Tower heute mit Fliegercafé

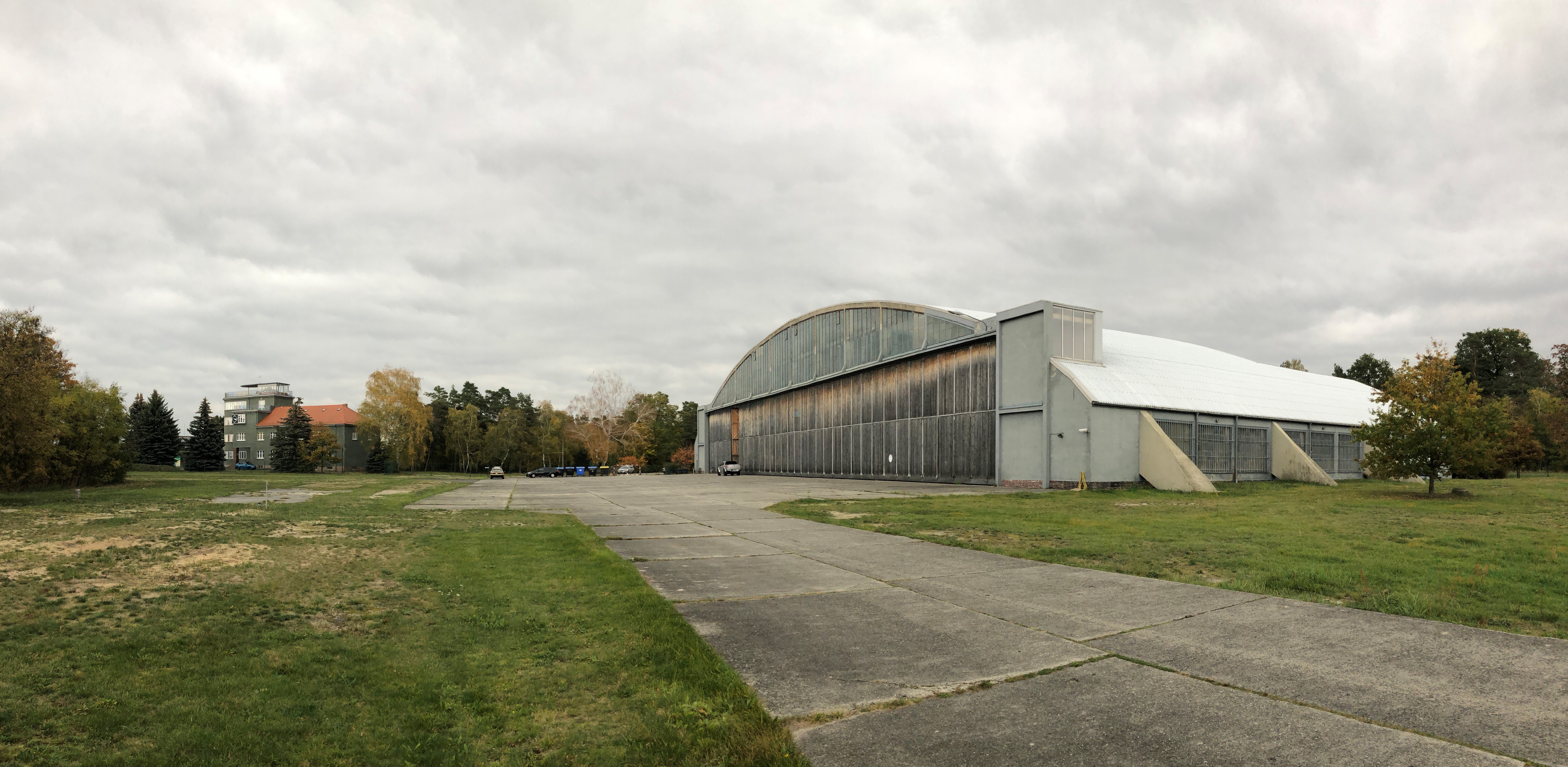
Vorfeld vor Halle 1

Der Flugplatz wurde 1935 als Fliegerhorst Finsterwalde mit der Einrichtung einer Fliegerhorstkommandantur eröffnet. 

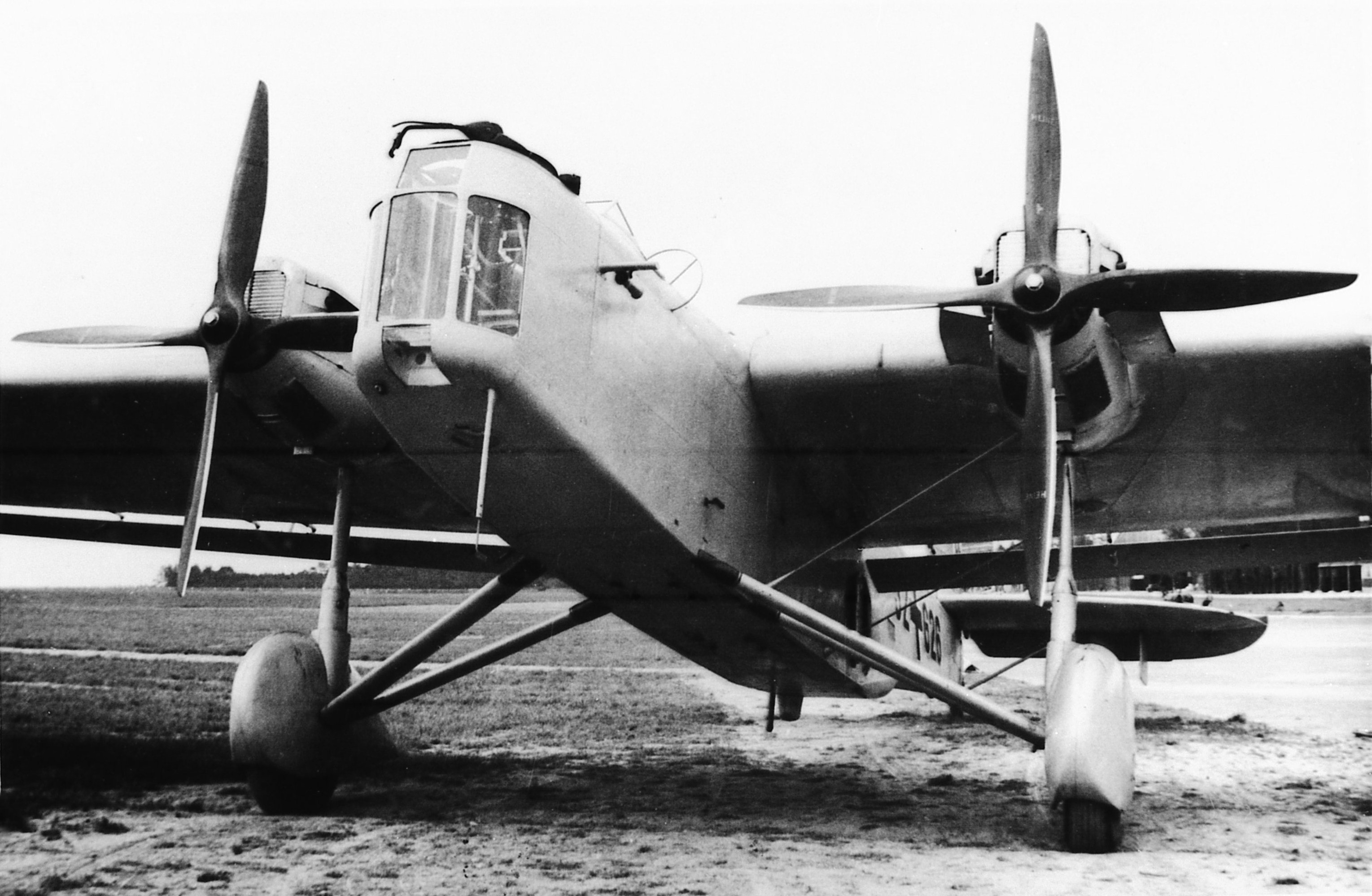
Dornier Do 23 '32+626', II./KG 153, 6. Staffel, Finsterwalde, 1936/37

Auf ihm waren ab 1939 die FFS C Finsterwalde (Flugzeugführerschule) und ab 1943 die LNS Halle/Saale (Luftwaffennachrichtenschule) stationiert. Die folgende Tabelle zeigt eine Auflistung ausgesuchter fliegender aktiver Einheiten (ohne Schul- und Ergänzungsverbände) der Luftwaffe die hier zwischen 1935 und 1945 stationiert waren.
| Von            | Bis            | Einheit                                                                    | Ausrüstung                                                |
| -------------- | -------------- | -------------------------------------------------------------------------- | --------------------------------------------------------- |
| Oktober 1935   | April 1939     | II./KG 153 (II. Gruppe des Kampfgeschwaders 153)                           | Junkers Ju 52 Dornier Do 23 Junkers Ju 86 Dornier Do 17 Z |
| Mai 1939       | Mai 1939       | II./KG 3                                                                   | Dornier Do 17 Z                                           |
| Februar 1944   | September 1944 | I./KG 200                                                                  |                                                           |
| September 1944 | Oktober 1944   | Stab, II./JG 300 (Stab und II. Gruppe des Jagdgeschwaders 300)             | Focke-Wulf Fw 190 A                                       |
| September 1944 | September 1944 | II./JG 27                                                                  | Messerschmitt Bf 109 G                                    |
| Oktober 1944   | Oktober 1944   | II./JG 5                                                                   | Messerschmitt Bf 109 G                                    |
| Oktober 1944   | November 1944  | IV./JG 4                                                                   | Messerschmitt Bf 109 G                                    |
| Januar 1945    | Januar 1945    | Stab, II., III./SG 2 (Stab, II. und III. Gruppe des Schlachtgeschwaders 2) | Focke-Wulf Fw 190 A                                       |
| Januar 1945    | Februar 1945   | I./JG 301                                                                  | Focke-Wulf Fw 190 A Focke-Wulf Ta 152 H                   |
| Februar 1945   | April 1945     | III./TG 3                                                                  | Junkers Ju 52                                             |

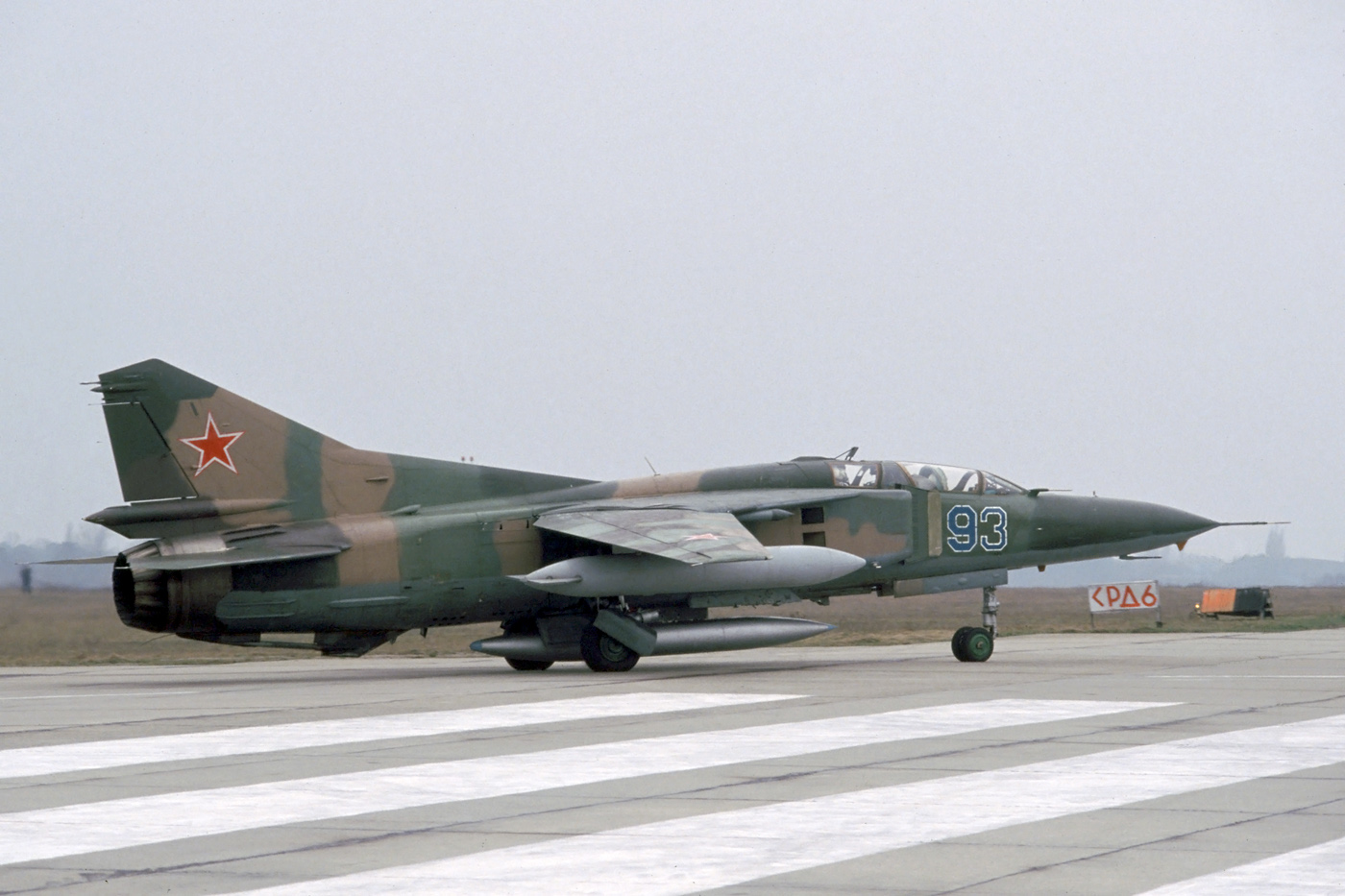
Sowjetische MiG-23UB in Finsterwalde

Am 21. April 1945 erfolgte die Besetzung durch die Rote Armee, die den Platz unter Einbeziehung der deutschen Struktur übernahm und bis zum Abzug der sowjetischen Truppen im Jahre 1993 nutzte. 1951/52 erfolgte ein erster Ausbau, unter anderem wurde eine befestigte Start- und Landebahn von zunächst 2050 m Länge angelegt. In den 1960er Jahren wurde der Flugplatz erweitert, die Start- und Landebahn wurde verlängert, Flugzeugbunker errichtet und die Infrastruktur vergrößert. Bis 1956 waren in Finsterwalde verschiedene Schlacht- und Bombenfliegereinheiten stationiert. Von diesem Zeitpunkt wurde das 559. Jagdbombenfliegerregiment (16. Luftarmee) Hauptnutzer. Es flog hauptsächlich MiG-17- und Su-7-Jagdflugzeuge-/Jagdbomber. Später erfolgte die Umrüstung auf MiG-27.
Vermutlich im Jahr 1962 wurde auf dem Flugplatzgelände das Sonderwaffenlager Finsterwalde für nukleare Abwurfmunition errichtet. Es bestand im Kern aus einem zwei-etagigen, monolithischen Lagerbunker vom Typ Basalt. Im Mai 1993 übergaben die sowjetischen Truppen das Areal an die deutschen Behörden. Das Flugplatzgelände war neben den Hangars und Bunkern mit Schwimmbad, Bahnhof, Casino und Feuerwache ausgerüstet, sie wurden stillgelegt. Die Hangars und der Tower blieben im Zuge der Sanierung von 1999 bis 2003 erhalten.
Die Betonbahn wurde während der Sanierung des Flugplatzes von 2400 auf 1200 Meter verkürzt.

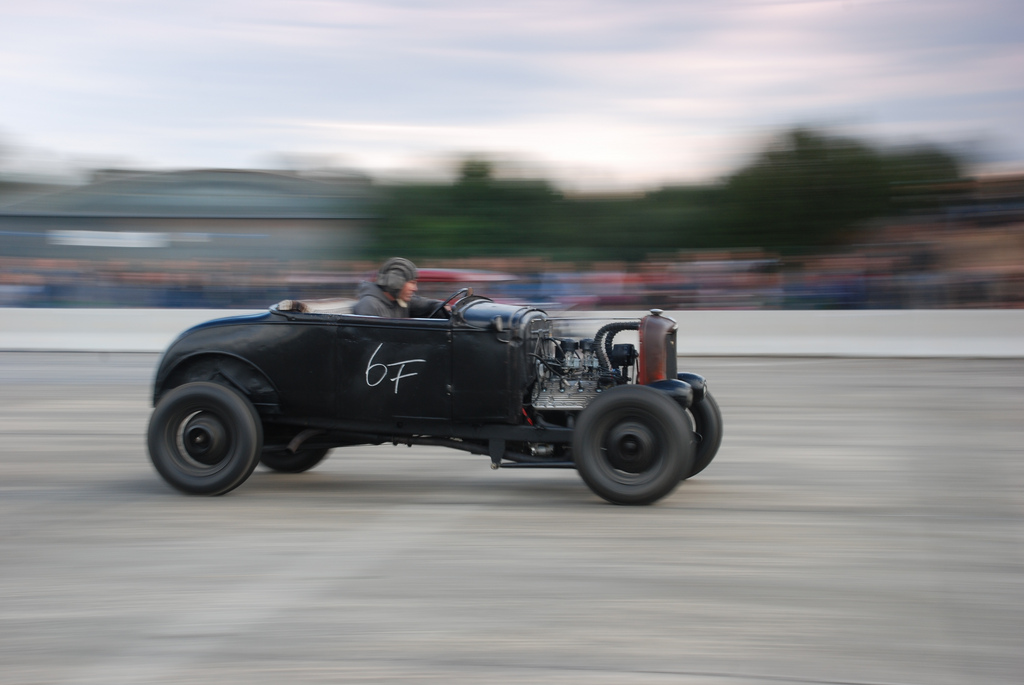
Hot Rod Rennen (2010)

In einzelnen Hangars befanden sich ein Luftsportverein und die Flugzeugwerft Aircraft Maintenance & Consulting GmbH (AM&C). Sie wartete und reparierte Flugzeuge bis 5000 kg und bildete unter anderem an einer ausgemusterten Transall C-160 Techniker aus. Die Hardened Aircraft Shelter waren teilweise ungenutzt oder dienten als Abstellräume. Im Jahr 2011 siedelte sich unter anderem die Air Tempelhof hier an, die mit Charterflügen den Raum Berlin-Dresden-Leipzig-Cottbus bediente.
Im Tower befand sich neben mietbaren Büroräumen ein Fliegercafé. Neben dem Hot-Rod Treffen fand jährlich die Niederlausitzmesse für Verbraucher im September statt. Am Flugplatz stehen außerdem fünfgeschossige, fast unbewohnte Wohnblöcke.
Die Genehmigung für den Flugplatz Finsterwalde/Schacksdorf wurde mit Bescheid der Gemeinsamen Oberen Luftfahrtbehörde Berlin-Brandenburg vom 18. Februar 2025 widerrufen und der Flugplatz somit geschlossen.